# Vera Schütz
Vera Schütz, född 5 maj 1900 i Göteborg, död där 7 januari 1991, var en svensk slöjdlärare och målare.
Hon var dotter till postmästaren Otto Samuel Schütz och Anna Charlotta Sandström. Schütz studerade konst privat för olika konstnärer och bedrev självstudier under ett flertal resor Norge, Frankrike och Italien. Hon studerade vid Académie Julian i Paris 1954. Tillsammans med Nancy Furuhage ställde hon ut i Hökarum och hon medverkade i samlingsutställningar arrangerade av olika konstföreningar i Malmberget och Karlskoga. Hennes konst består av stilleben och landskapsskildringar utförda i akvarell. Schütz är begravd på Nya kyrkogården i Helsingborg. 